# Indian Premier League 2014
Die Indian Premier League 2014 war die siebte Saison des im Twenty20-Format ausgetragenen Wettbewerbes für indische Cricket-Teams und fand zwischen dem 16. April und 1. Juni 2014 statt. Nachdem das Franchise der Pune Warriors zurückgezogen wurde, nahmen acht Teams an dieser Ausgabe der IPL teil. Auf Grund der Parlamentswahlen in Indien wurde der erste Abschnitt des Turniers in den Vereinigten Arabischen Emiraten ausgetragen. Im Finale setzten sich die Kolkata Knight Riders mit 3 Wickets gegen die Kings XI Punjab durch.

## Teilnehmer
Die neun teilnehmenden Franchises aus Indien waren:
- Chennai Super Kings
- Delhi Daredevils
- Kolkata Knight Riders
- Kings XI Punjab
- Mumbai Indians
- Rajasthan Royals
- Royal Challengers Bangalore
- Sunrisers Hyderabad

## Austragungsorte

### Vereinigte Arabische Emirate
| Stadt     | Stadion                             | Kapazität |
| --------- | ----------------------------------- | --------- |
| Abu Dhabi | Sheikh Zayed Cricket Stadium        | 20.000    |
| Dubai     | Dubai International Cricket Stadium | 25.000    |
| Sharjah   | Sharjah Cricket Association Stadium | 27.000    |

### Indien
| Stadt     | Stadion                                    | Kapazität | Heimmannschaft              |
| --------- | ------------------------------------------ | --------- | --------------------------- |
| Ahmedabad | Sardar Patel Stadium                       | 54.000    | Rajasthan Royals            |
| Bangalore | M. Chinnaswamy Stadium                     | 45.000    | Royal Challengers Bangalore |
| Cuttack   | Barabati Stadium                           | 45.000    | Kings XI Punjab             |
| Delhi     | Feroz Shah Kotla                           | 48.000    | Delhi Daredevils            |
| Hyderabad | Rajiv Gandhi International Cricket Stadium | 40.000    | Sunrisers Hyderabad         |
| Kolkata   | Eden Gardens                               | 65.000    | Kolkata Knight Riders       |
| Mohali    | Punjab Cricket Association Stadium         | 30.000    | Kings XI Punjab             |
| Mumbai    | Wankhede Stadium                           | 33.000    | Mumbai Indians              |
| Ranchi    | JSCA International Cricket Stadium         | 35.000    | Kolkata Knight Riders       |

## Resultate

### Tabelle
| Teams (Stand: 19.05.2013) | Sp. | S  | N  | NR | P  | NRR    |
| ------------------------- | --- | -- | -- | -- | -- | ------ |
| Kings XI Punjab           | 14  | 11 | 3  | 0  | 22 | +0.968 |
| Kolkata Knight Riders     | 14  | 9  | 5  | 0  | 18 | +0.418 |
| Chennai Super Kings       | 14  | 9  | 5  | 0  | 18 | +0.385 |
| Mumbai Indians            | 14  | 7  | 7  | 0  | 14 | +0.095 |
| Rajasthan Royals          | 14  | 7  | 7  | 0  | 14 | +0.060 |
| Sunrisers Hyderabad       | 14  | 6  | 8  | 0  | 12 | −0.399 |
| Royal Chall. Bangalore    | 14  | 5  | 9  | 0  | 10 | −0.428 |
| Delhi Daredevils          | 14  | 2  | 12 | 0  | 4  | −1.182 |

| Qualifiziert fürs Halbfinale |
| ---------------------------- |

### Playoffs
|  | Halbfinale (semi-finals) | Halbfinale (semi-finals) | Halbfinale (semi-finals) |            |                     | Vorschlussrunde (final) | Vorschlussrunde (final) | Vorschlussrunde (final) |                 |            | Finale (grand final)  | Finale (grand final) | Finale (grand final) |
|  |                          |                          |                          |            |                     |                         |                         |                         |                 |            |                       |                      |                      |
|  | 1                        | Kings XI Punjab          | 135/8 (20)               |            |                     |                         |                         |                         |                 |            |                       |                      |                      |
|  | 2                        | Kolkata Knight Riders    | 163 (20)                 |            |                     |                         |                         |                         |                 | 2          | Kolkata Knight Riders | 200/7 (19.3)         |                      |
|  | 2                        | Kolkata Knight Riders    | 163 (20)                 | 1          | Kings XI Punjab     | 226/6 (20)              |                         |                         |                 | 2          | Kolkata Knight Riders | 200/7 (19.3)         |                      |
|  |                          |                          |                          | 1          | Kings XI Punjab     | 226/6 (20)              |                         | 1                       | Kings XI Punjab | 199/4 (20) |                       |                      |                      |
|  |                          | 3                        | Chennai Super Kings      | 202/7 (20) |                     |                         |                         | 1                       | Kings XI Punjab | 199/4 (20) |                       |                      |                      |
|  | 3                        | 3                        | Chennai Super Kings      | 202/7 (20) | Chennai Super Kings | 176/3 (18.4)            |                         |                         |                 |            |                       |                      |                      |
|  | 3                        |                          |                          |            | Chennai Super Kings | 176/3 (18.4)            |                         |                         |                 |            |                       |                      |                      |
|  | 4                        | Mumbai Indians           | 173/8 (20)               |            |                     |                         |                         |                         |                 |            |                       |                      |                      |

#### Spiel A
| 28. Mai Scorecard | Bangalore | Kolkata Knight Riders 163-8 (20)          | – | Kings XI Punjab 135-8 (20) |
|                   |           | Kolkata Knight Riders gewinnt mit 28 Runs |   |                            |

#### Spiel B
| 28. Mai Scorecard | Bangalore | Mumbai Indians 173-8 (20)                 | – | Chennai Super Kings 176-3 (18.4) |
|                   |           | Chennai Super Kings gewinnt mit 7 Wickets |   |                                  |

#### Spiel C
| 30. Mai Scorecard | Bangalore | Kings XI Punjab 226-6 (20)          | – | Chennai Super Kings 202-7 (20) |
|                   |           | Kings XI Punjab gewinnt mit 24 Runs |   |                                |

#### Finale
| 1. Juni Scorecard | Bangalore | Kings XI Punjab 199-4 (20)                  | – | Kolkata Knight Riders 200-7 (19.3) |
|                   |           | Kolkata Knight Riders gewinnt mit 3 Wickets |   |                                    |